# Dendrobium ruppiosum
Dendrobium ruppiosum là một loài thực vật có hoa trong họ Lan. Loài này được Clemesha mô tả khoa học đầu tiên năm 1982.